# Isla de Margarita
La Isla de Margarita (conocida también como la «Perla del Caribe» o simplemente Margarita) es una isla caribeña que se encuentra al sureste del mar Caribe, en el noreste del territorio venezolano y al norte de la Península de Araya del estado Sucre. Junto con las islas de Coche y Cubagua, constituyen el único estado insular de Venezuela denominado Nueva Esparta, que al mismo tiempo forma parte de las Antillas menores de la América Insular. La isla de Margarita tuvo un papel importante durante la Independencia de Venezuela.

## Toponimia

Mapa de Nueva Esparta

Margarita es un nombre femenino de origen griego Μαργαρίτης («Margarites»), que significa «perla». Cristóbal Colón bautizó a la isla con el nombre de La Asunción, por haber sido descubierta un 15 de agosto de 1498, fecha religiosa de la Asunción de María.
Al año siguiente, en 1499, Pedro Alonso Niño y Cristóbal Guerra la rebautizaron con el nombre de «La Margarita» debido a la abundancia de perlas encontradas en la región. Otra hipótesis sugiere que el nombre de «Margarita» se refiere a la reina Margarita de Austria-Estiria.
El catalán Pedro Margarit, quien viajó junto a Colón en sus expediciones, la bautizó con el nombre de Margaritas. Margarita era denominada Paraguachoa por los indígenas guaiqueríes, y según Luis B. Mata García en su libro Toponimia de Pueblos Neoespartanos comenta: «Paraguachoa, término que para algunos investigadores quiere decir ''peces en abundancia'' y para otros ''gente de mar''».

## Historia

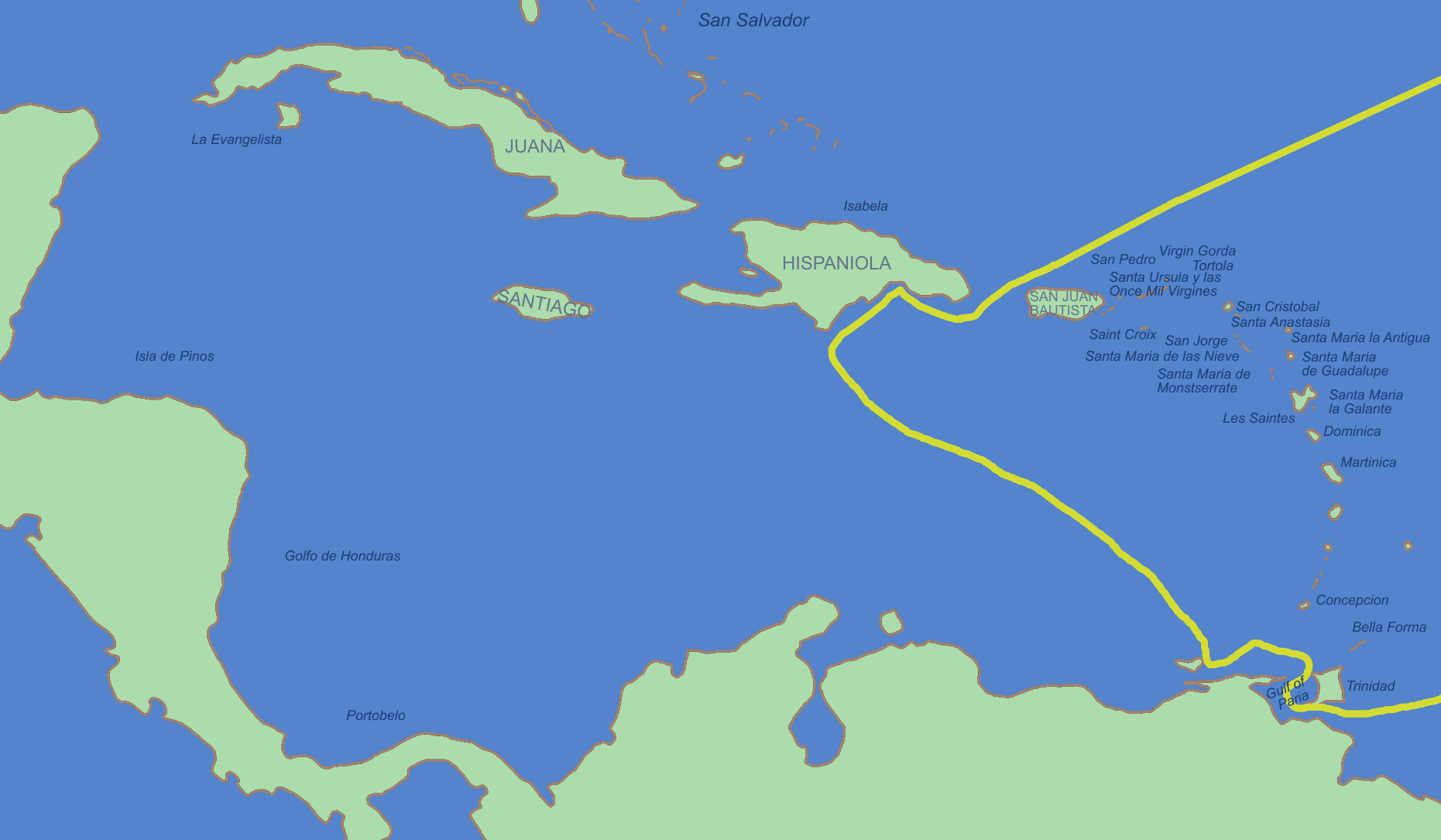
Tercer viaje de Colón cuando llegó a la isla Margarita el 15 de agosto de 1498.

El 15 de agosto de 1498, durante el tercer viaje, Cristóbal Colón llegó a Margarita. En ese entonces, la isla de Margarita estaba habitada por los guaiqueríes, una etnia aborigen que según Alexander von Humboldt hablaba un idioma emparentado con el warao.
En ese viaje Colón divisó tres islas, dos de ellas pequeñas, bajas y áridas (las actuales Coche y Cubagua), separadas por un canal de una tercera, mayor, cubierta de vegetación y poblada de indígenas que la llamaban Paraguachoa. Al llegar a la isla Margarita fueron sorprendidos por un clima agradable y una gran corriente de agua dulce, Colón describe a Margarita en su carta a los reyes:

“yo jamás leí ni oí que tanta cantidad de agua dulce fuese así adentro e vecina con la salada; y en ello asimismo la suavísima temperancia. Y si de allí del Paraíso no sale, parece aun mayor maravilla, porque no creo que se sepa en el mundo de río tan grande y tan fondo”.
El 15 de agosto de 1498 durante el tercer viaje, Cristóbal Colón

| Propietario por dos vidas   | Periodo          |
| --------------------------- | ---------------- |
| Marcelo Villalobos          | 1525-1526        |
| Isabel Manrique (interina)  | 1526 / 1527-1542 |
| Aldonza Villalobos Manrique | 1542-1575        |
| Juan Sarmiento (interino)   | 1575             |

El 18 de marzo de 1525, el emperador Carlos V erigía la Provincia o Gobernación de Margarita siendo concedida en propiedad por dos vidas al licenciado Marcelo Villalobos. Cuando este murió el 24 de junio de 1526 le sucedería su hija Aldonza Villalobos Manrique, según la capitulación real del 13 de junio de 1527, pero debido a que era menor de edad fue su madre Isabel Manrique de Villalobos, la que asumió el gobierno de la isla. Isabel Manrique se preocupó con la tarea pobladora trayendo grupos de colonizadores que se instalaran en forma permanente, y ante la imposibilidad de ocuparse de todas las tareas administrativas nombró como teniente de gobernador de Margarita a Pedro de Villárdiga. Entre las obligaciones contraídas, Villalobos debía proveer todo lo necesario para la evangelización católica de la Isla, atribución que no cumplió, por lo Margarita fue asistida espiritualmente por las diócesis de Santo Domingo y Puerto Rico de manera simultánea y sin aprobación real. Ello generó un conflicto de intereses entre las diócesis, principalmente por el cobro de los diezmos provenientes de Cubagua, que fue subsanado en 1535 cuando el rey las asignó de manera provisional al obispado de Puerto Rico. En 1525, antiguos pobladores la isla de Cubagua buscando agua dulce llegan al Valle de San Juan, atraídos por varios manantiales de agua dulce, clima templado y terreno fértil idóneo para la cría de ganado y siembra, tomaron la decisión de asentarse.
En 1529, es fundada San Juan Bautista, la primera comuna española de la isla de Margarita, por Pedro de Alegría quien era sucesor de Francisco Fajardo, y el primer poblador europeo de la isla quien se estableció en el Valle de San Juan Bautista en donde conformó un hato de ganado vacuno mientras era Teniente y Gobernador de Margarita y representante de los herederos de Marcelo Villalobos. El Directorio de la diócesis de Margarita, contempla el nombramiento de San Juan Bautista como Parroquia Eclesiástica a partir del año 1529. El 7 de diciembre de 1537 en una Real Cédula extendida en Valladolid aparece Pedro de Alegría diciendo que “fue el primer poblador de esta Isla de Margarita y el que primero laboró por pan y cría de ganado”.

"Alcaldes ordinarios de la isla de Cubagua: Sebastián Rodríguez, en nombre de Pedro de Herrera, vecino desa isla, me a fecho relación quél tiene e posee el valle de San Juan de la isla Margarita para pasto de sus ganados e bestias con las aguas e tierras de labor que en él ay, el qual tubo e poseyó Pedro de Alegría, ya difunto, padre de su muger, cuya heredera es, e que después de su muerte se lo dio e proveyó la justicia desa isla que a la razón hera, el qual dicho valle diz que es desdel nacimiento de la sierra y aguas vertientes hasta la voca del valle, que todo puede ser una legua en largo, y el valle abaxo desde una cordillera a otra de las sierras de los lados podrá ser por lo más ancho del valle media legua desde lo alto de una cumbre a otra, y de sierra a sierra por lo llano un quarto de legua, e me suplicó que, en rremuneración de lo quel dicho su parte a servido y de lo que sirvió el dicho Pedro de Alegría, su suegro, que fue el primer poblador desa isla y el que primero labró por pan e crió ganado en ella y nos hizo otros servicios muy señalados, le hiziécemos merced de le confirmar el dicho valle que ansi él o la dicha su muger tienen e poseen e tuvo e poseyó el dicho Pedro de Alegría, su suegro, e como la mi merced fuese; e porque quiero ser informado de lo que en ello pasa yo vos mando que, luego questa veáis, enbíes ante nos al nuestro consejo de las Indias rrelación dello en qué valle es el susodicho y qué daño se seguirá de confirmársele al dicho Pedro de Herrera y de todo lo demás que acerca della viéredes que elevo ser informado, para que, visto se provea lo que convenga y sea justicia, e no fagades ende al. Fecha en la villa de Valladolid, a siete de dizíembre de mili e quinientos e treinta e siete años. Firmada e refrendada de los dichos”.
7 de Diciembre de 1537 en una Real Cédula extendida en Valladolid

#### Hato de Ganado

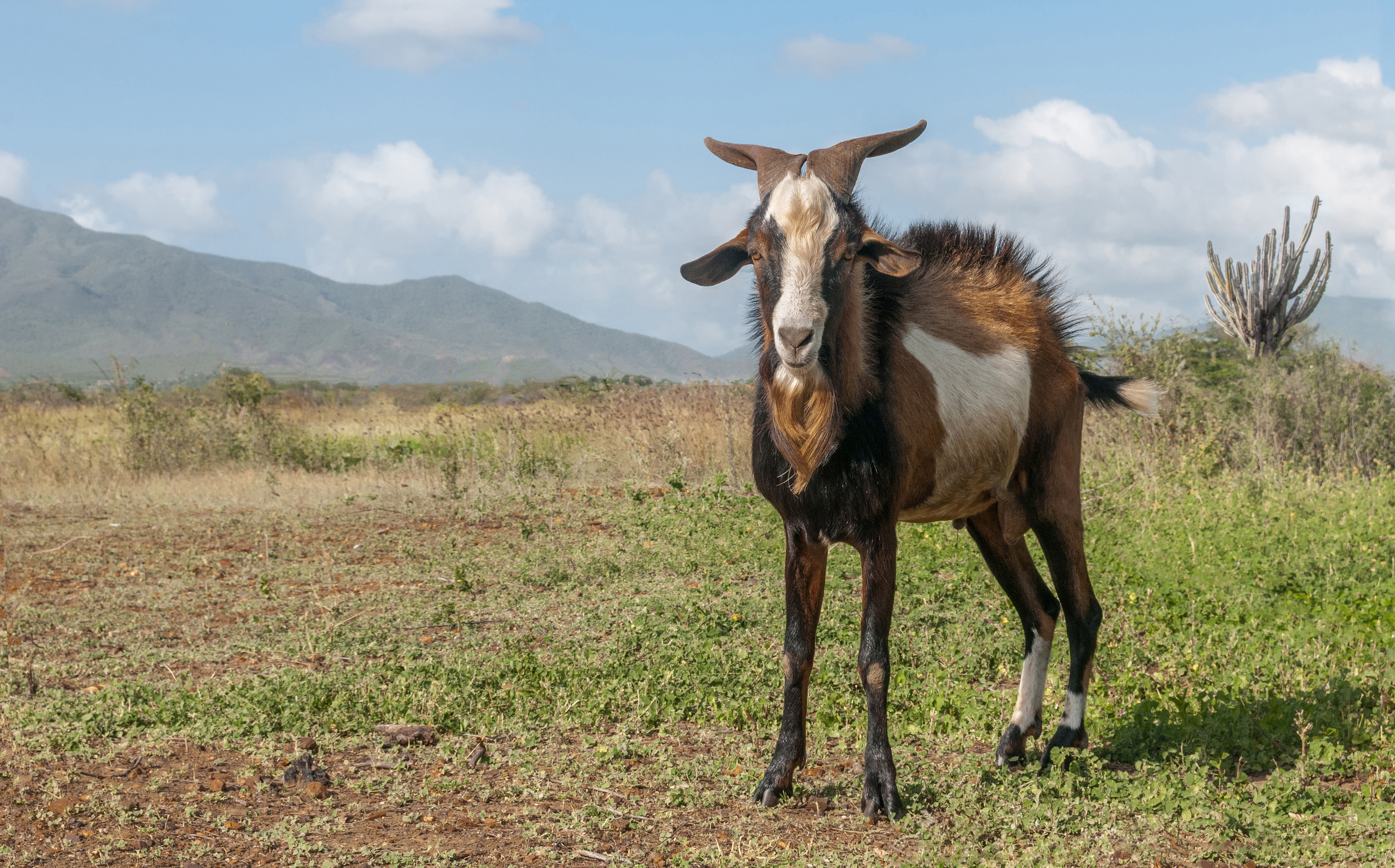
Ganado Caprino de la zona perteneciente al Valle de San Juan para la época.

Las primeras especies de ganado bovinos, equino y caprino llegaron a San Juan en 1528. Los animales consiguieron adaptarse con unas condiciones idóneas para la reproducción, de tal manera que a partir de la década de los años 1540s, San Juan no sólo se convirtió en el principal abastecedor de ganados de muchos puntos de Tierra Firme y la propia gobernación de Venezuela, sino que las reses y caballos sanjuaneros se llevaban a territorios tan alejados como la Nueva Granada. Del mismo modo, el valle de San Juan proporcionaba también los animales necesarios para las expediciones de exploración y conquista en diferentes regiones del Caribe y que obtenían en la isla los aprovisionamientos necesarios, como se cita en 1569 con la empresa de Diego Fernández de Serpa: “el 4 de octubre, en donde a trueque de algunas cosas que llevaba compró ochocientas vacas a entregar en los llanos de Venezuela. Los soldados que pudieron se proveyeron de caballos en esta isla, en la que estuvieron ocho días...”. Así pues, las actividades ganaderas debían ser considerables.
La isla fue azotada por el acoso constante de piratas, corsarios y caribes que causaban saqueos y destrozos 14 veces a lo largo de su historia. Dicha situación trajo como consecuencia el encarecimiento de los alimentos en la isla tanto por la necesidad de reponerlos como por los saqueos de navíos de tráfico comercial en alta mar. Aunado a esto, los habitantes no se dedicaban a actividades de labranza de la tierra pues ocupaban la mayor parte del tiempo construyendo fuertes y defendiendo a isla sin poder diversificar las actividades agropecuarias por temor a atraer a los enemigos. Manuel de Mercado, en 1577 encontró a la isla en condiciones deplorables refiriéndose a ella como “muy trabajada” a causa de que el 15 de agosto de 1576 fue robada y quemada por los franceses y sólo dejaron la iglesia y “4 o 5 casas en que los franceses se hicieron fuertes”. En 1677 la gobernación de la isla se vio en problemas por los hatos de ganado cabrío que atraía a los piratas y en abril de ese mismo año terminaron “quemando la mayor parte de ella y robando las haciendas hasta en los campos a donde se habían retirado” los pobladores.

#### Tirano Aguirre y sus marañones

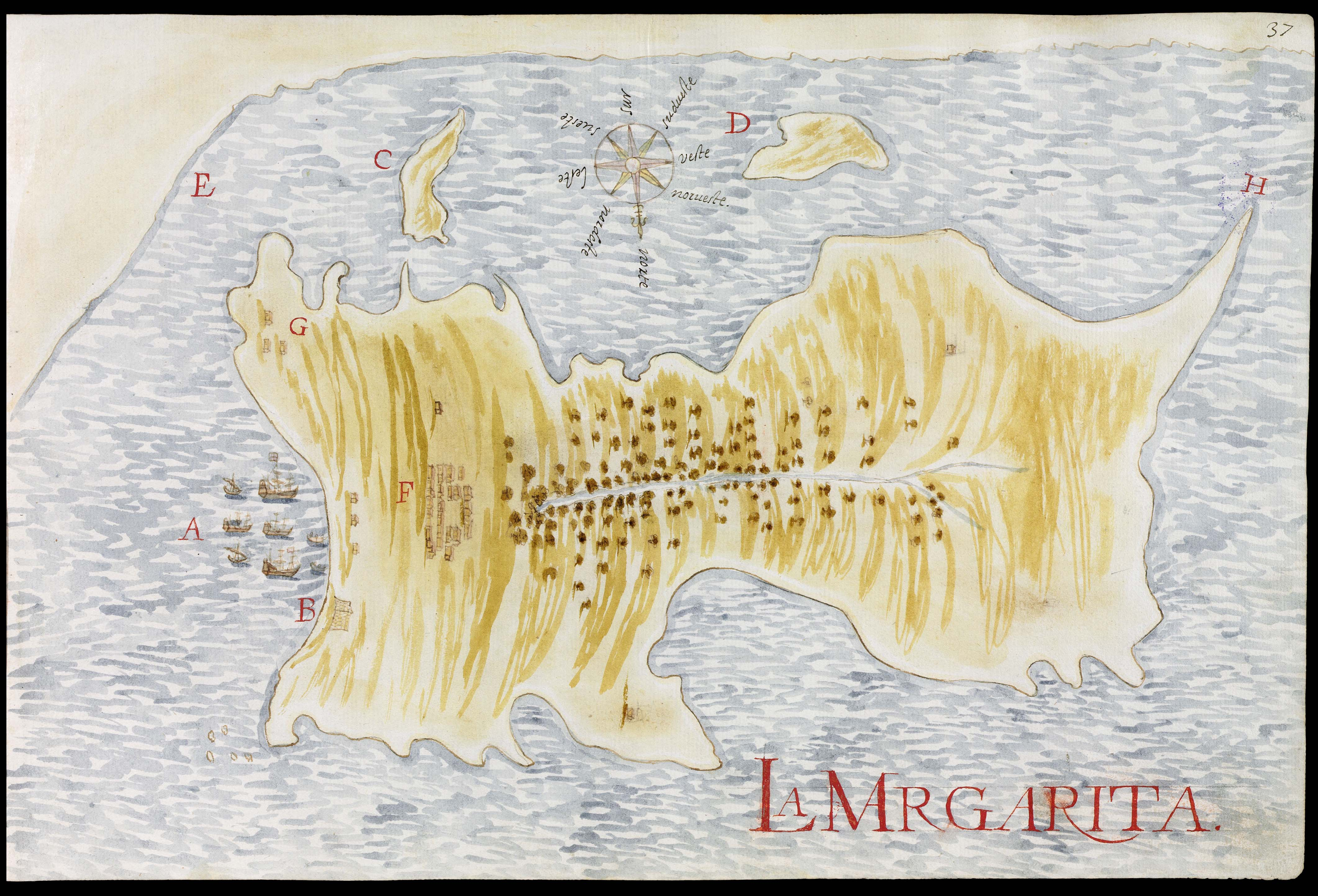
Mapa español de la isla Margarita. Nicolás de Cardona, 1632.

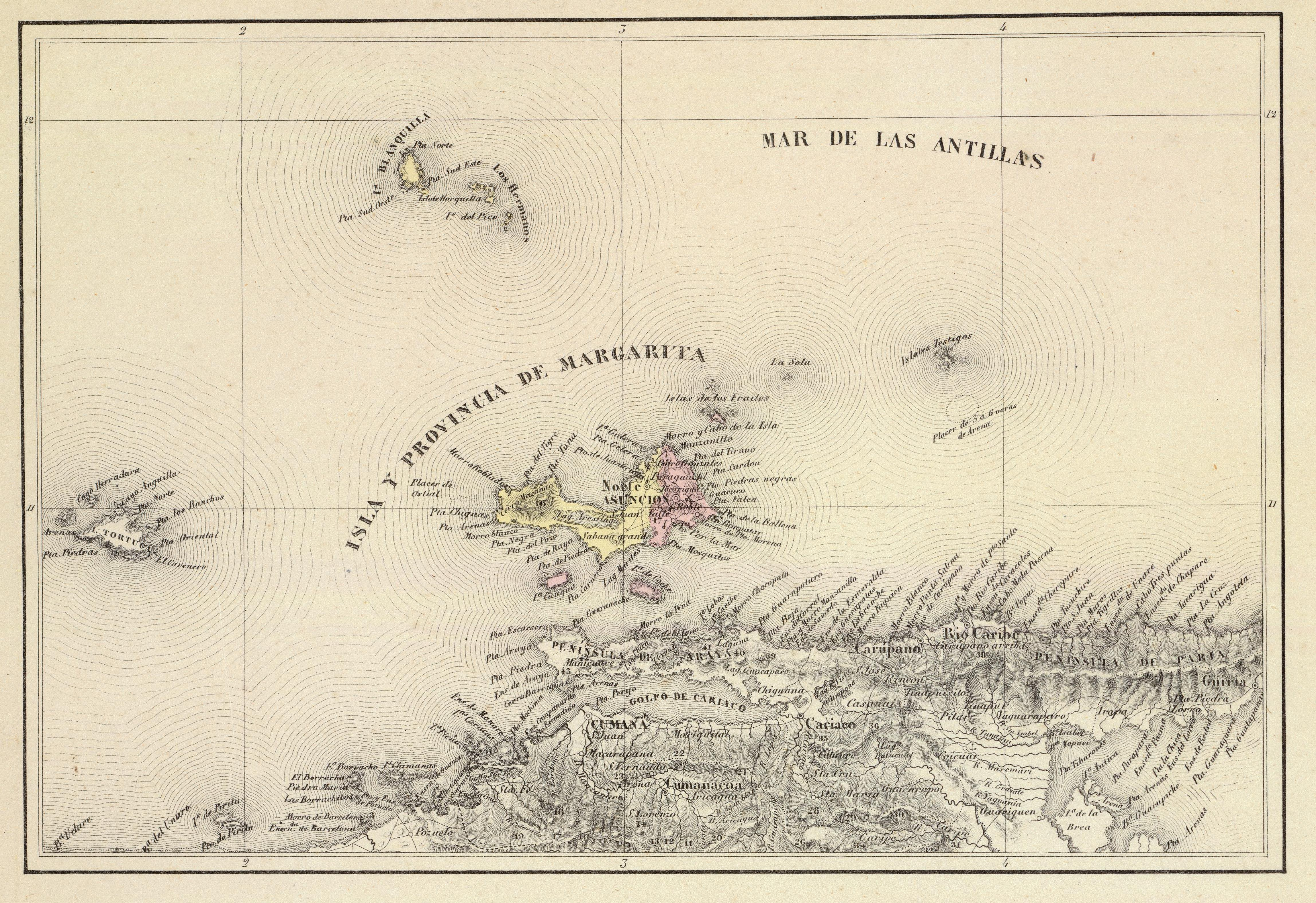
Mapa de 1840 hecho por Agustín Codazzi

El 20 de julio de 1561 el conquistador Lope de Aguirre conocido como Tirano Aguirre, llegó a la isla de Margarita proveniente desde el Perú, y tomó posesión de ella instaurando el régimen de terror. Antes de marchar a tierra firme realizó numerosos saqueos, asesinó al gobernador y cientos de sus pobladores. Hizo saber a sus habitantes que portaba un cuantioso tesoro de los incas y aquellos, incluyendo el gobernador Don Juan Villadrando, codiciosos, cayeron en el engaño. Aguirre hizo presos al gobernador y a miembros del Cabildo. Después se apoderó a sangre y fuego de La Asunción y pueblos vecinos. Enteradas las autoridades de tierra firme, enviaron a Francisco Fajardo a combatirlo. Antes de abandonar Margarita mató a garrote al gobernador y a 50 pobladores. Escribió una nueva carta al rey español insultándolo; esta vez firmó como El Peregrino y el Príncipe de la Libertad. El 29 de agosto de 1561, abandonó la isla de Margarita con rumbo a Borburata en tierra firme, donde su abierta rebelión contra la monarquía española cambió de curso. Borburata fue víctima también del saqueo de Aguirre y sus “marañones”. La provincia dependió de la Real Audiencia de Santo Domingo hasta 1739, cuando fue anexada al Virreinato de Nueva Granada, junto con las demás provincias venezolanas; en 1830, al surgir la República de Venezuela, fue una de sus 13 provincias originales.
Había dependido de la Real Audiencia de Santo Domingo hasta 1739, cuando fue anexada al Virreinato de Nueva Granada, junto con otras provincias y desde el 6 de septiembre de 1777 gracias a Luis de Unzaga y Amézaga forma parte de la Capitanía General de Venezuela siendo la provincia de Margarita la más antigua. Unzaga fomentará el librecomercio y creará escuelas públicas, redundando todo ello en la economía venezolana. El 19 de abril de 1810 fue una de las siete provincias venezolanas que declararon su independencia de la Corona Española, y en 1830, al disolverse la República de Colombia (Gran Colombia) y surgir la República de Venezuela independiente, fue también una de sus 13 provincias originales.
En 1864, al dividirse el país en 20 estados y un distrito federal, Margarita tomó el nombre de Estado Nueva Esparta, en honor al arrojo y carácter heroico de sus habitantes durante las batallas por la independencia, siendo la más importante la acontecida el 31 de julio de 1817 conocida como la “batalla de matasiete”, en la que un ejército de 400 margariteños derrotaron a 3400 soldados entrenados comandados por el general Pablo Morillo. En 1881 pasó a ser sección del Gran Estado Guzmán Blanco (llamado Miranda desde 1889 hasta 1898). En 1901, dos años después de que se restituyera la autonomía de los estados, retomó el nombre de Nueva Esparta, pero lo pierde otra vez entre 1904 y 1909, período en el cual es incluida en el Distrito Federal como Sección Oriental. Finalmente, en 1909 recupera su condición de estado y en 1948, se anexa a su territorio la isla de Cubagua, manteniendo como Estado el nombre de Nueva Esparta y como isla el de Margarita.

### Historia contemporánea
En 2011, el presidente Hugo Chávez tomó la decisión de expropiar la empresa Conferry, encargada de transportar vía marítima a pasajeros, vehículos particulares y carga pesada entre Puerto La Cruz (Anzoátegui), Cumana (Sucre) y Punta de Piedras, incluso realizaba viajes hacia la Isla de Coche. Luego de contar con una flota muy importante, tras el abandono y la falta de mantenimiento de los ferris, además de casos de corrupción, la llamada La Nueva Conferry, continua operando con una embarcación. Durante la década de los 2010 y principio de 2020, las empresas privadas como Gran Cacique, Naviarca y Navibus también realizan traslados hacia la Isla de Margarita, desde el Puerto de Guanta en el Estado Anzoátegui. También hay un servicio de ferry de Naviera Paraguaná que va desde La Guaira. Algunos ferries que parten desde Guanta atracan en el puerto de El Guamache.

## Geografía

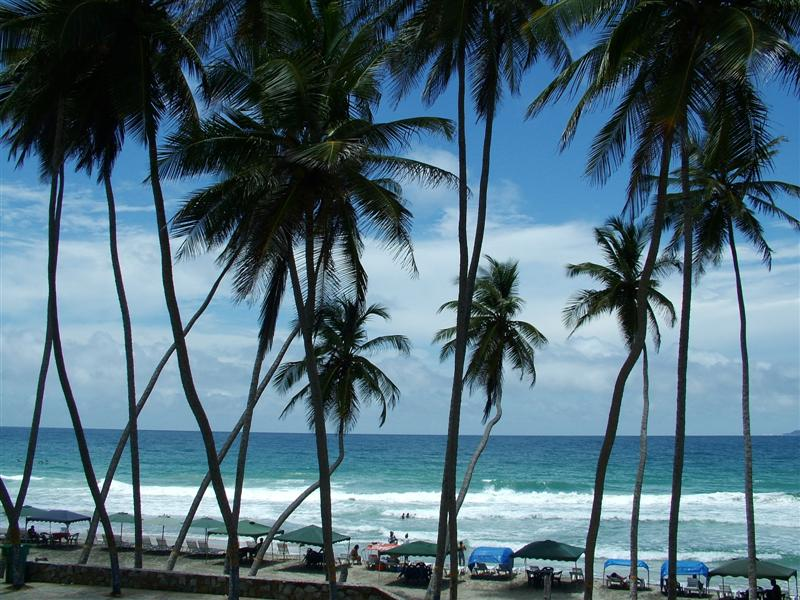
Playa en la isla Margarita.

Es la mayor de las islas del Caribe venezolano, se encuentra situada entre las latitudes 10°52′ y 11°11′ N y las longitudes 63°47′ y 64°24′ 0. La isla de Margarita es la isla más grande del estado Nueva Esparta, con una superficie de 1 020 km² y una distancia hacia tierra firme de aproximadamente de 22 km. En realidad Margarita es resultado de la unión de dos islas vinculadas por el istmo, estas dos grandes áreas están conformadas por dos zonas con macizos montañosos unidos entre sí por un istmo de relieve muy bajo y árido y la laguna costera (La Restinga) bordeada por una delgada línea de playa.
El macizo occidental se conoce con el nombre de Península de Macanao y el oriental como Paraguachoa (nombre que le daban a los indígenas a la isla, que significa lugar de abundancia de peces), aunque es frecuentemente denominado Margarita Oriental.
En el macizo oriental encuentra la capital del estado, La Asunción y otras importantes ciudades como Porlamar, Pampatar, San Juan Bautista y Juan Griego. Gran parte de la población habita este sector de la isla en donde se localizan las áreas urbanas más pobladas. La Asunción es la capital del estado con una población aproximada de 30 000 habitantes y se localiza a 10 kilómetros de la costa este de la isla. Al sur de La Asunción, las ciudades costeras de Porlamar y Pampatar poseen poblaciones de 140 000 y 50 000 habitantes respectivamente. Pampatar y Porlamar son centros de comercio de la isla en donde se concentran la mayor cantidad de hoteles, apartamentos, bares y restaurantes. Otra ciudad turística de relevancia es la otra ciudad de interés, Juan Griego, se encuentra en la costa noreste y posee una población de unos 30 000 habitantes aproximadamente.
Las islas y archipiélagos de Venezuela presentan las características típicas de las islas del Caribe sur, es decir, poca vegetación debido a la escasez de lluvias lo que resulta en carencia de agua dulce. La isla de Margarita no es una excepción a esta regla, sin embargo, posee un sistema orográfico en Macanao en donde se observa vegetación en la cúspide de su sistema de montañas y en laderas y faldas de las mismas, pero también carece de agua y el preciado líquido lo que ha ocasionado una dependencia a tierra firme mediante un sistema de acueductos submarinos desde el continente. El punto culminante es el cerro de El Cerro San Juan con 957 m.

### Relieve

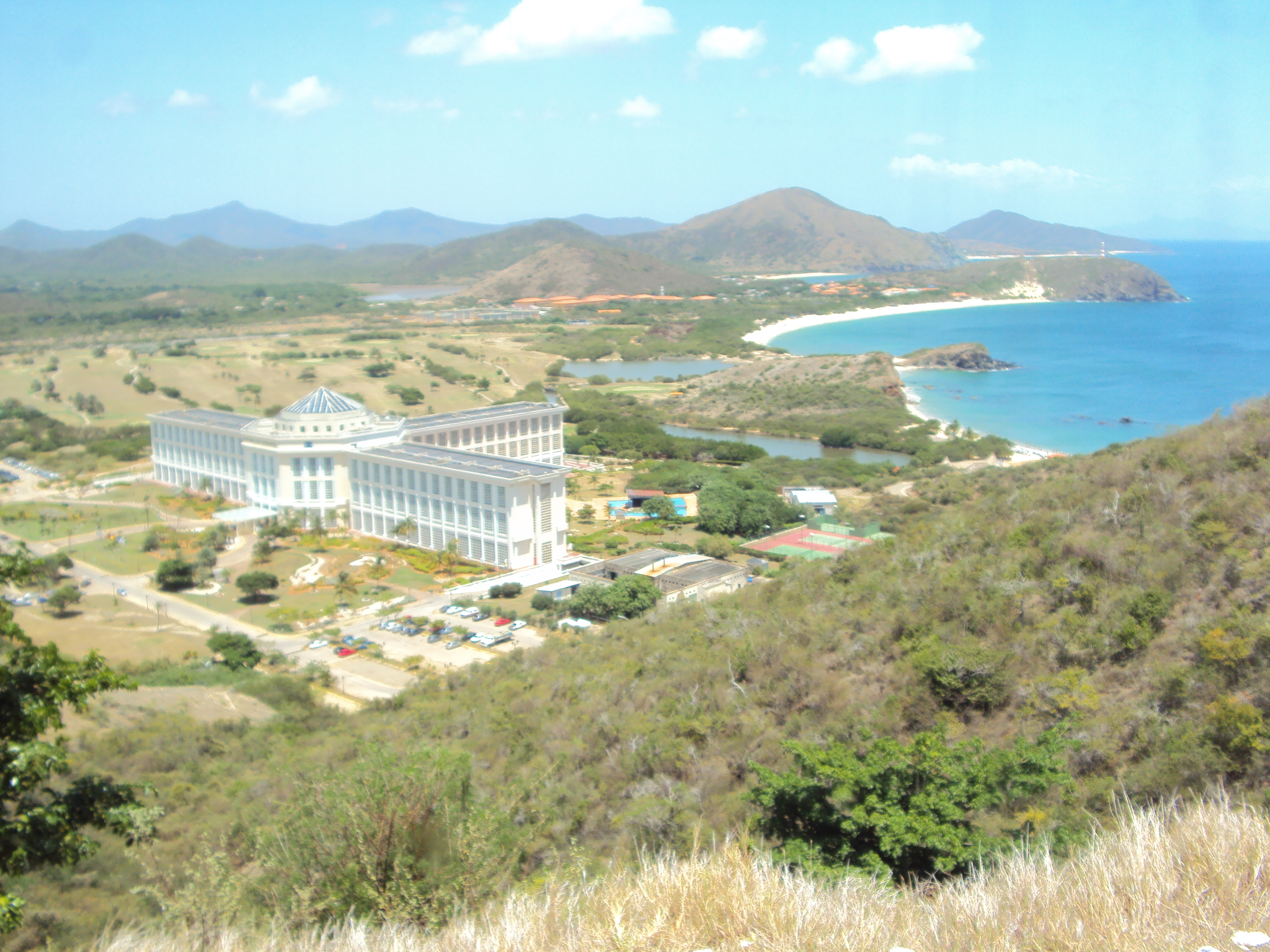
Vista de la Isla de Margarita.

La Península de Macanao se caracteriza por un espinazo central montañoso de rumbo oeste-este, con varias culminaciones, entre las cuales se destaca el Pico de Macanao, que es el más alto, con una altitud de 760 m s. n. m. De esta región axial se desprenden varios estribos secundarios orientados de norte a sur, entre los cuales se encuentran valles profundos disecados, el más importante es el de San Francisco en la parte norcentral de la región. El macizo central está rodeado por un pie de monte que forma una faja más o menos continua y estrecha y que al norte y sur de la península llega prácticamente a la costa.
La parte oriental de la Isla de Margarita está formada por un macizo montañoso que se extiende más o menos en dirección norte-sur, desde el norte de Porlamar hasta Cabo Negro; al norte, desde la población de El Espinal el macizo montañoso asciende abruptamente hasta las culminaciones de San Juan o Cerro Grande y el Copey, que muestran alturas de 957 y 890 m s. n. m. respectivamente. Los cerros Matasite y Guayamurí son estribaciones de la cordillera. Al norte destaca el cerro Tragaplata.
Entre las mayores elevaciones encontradas en la isla, se citan:
| Paraguachoa      | Altitud (m s. n. m.) | Península de Macanao | Altitud (m s. n. m.) |
| ---------------- | -------------------- | -------------------- | -------------------- |
| Cerro San Juan   | 957                  | Cerro Macanao        | 750                  |
| Cerro Copey      | 890                  | Cerro Los Cedros     | 745                  |
| Cocheima         | 810                  | Cerro Risco Blanco   | 680                  |
| Cerro Tragaplata | 640                  | Cerro Guaraguao      | 660                  |
| Cerro El Cacho   | 510                  | Cerro Soledad        | 540                  |
|                  |                      | Cerro Piedra Lisa    | 500                  |
|                  |                      | Cerro El Castillo    | 380                  |

### Clima

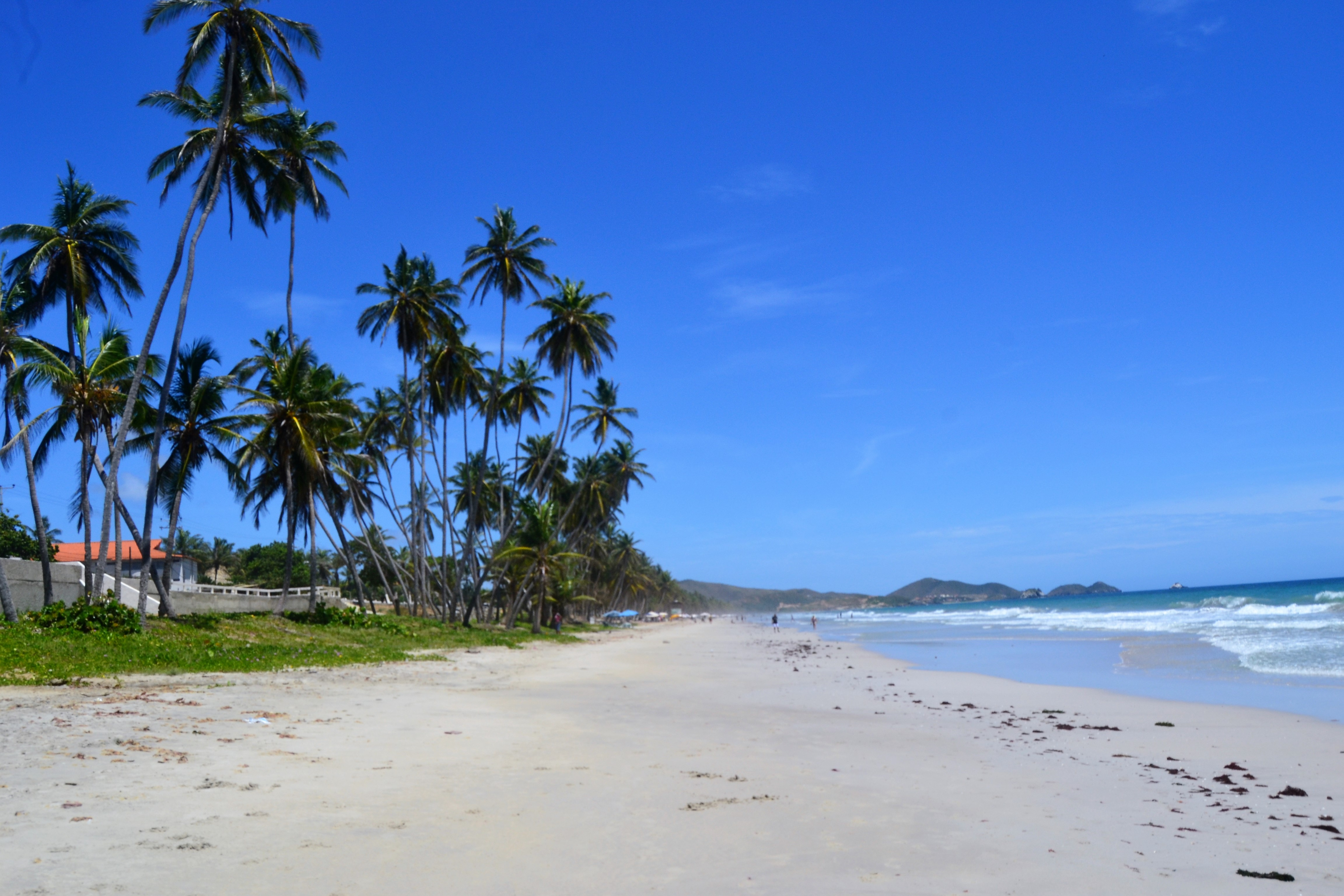
Playa el Agua, en la Isla de Margarita.

Se caracteriza principalmente por un clima tropical seco semiárido acompañado de un sol radiante, en gran medida en la península de Macanao. La temperatura media es de 27 °C con mínimas que oscilan entre 22 y 23 °C y máximas que pueden superar fácilmente los 34 °C. Existen excepciones como el cerro Copey en donde se puede percibir un tipo de clima montañoso en donde la temperatura puede descender drásticamente a los 14 °C.
Las precipitaciones son comunes en los meses de invierno o estación lluviosa que empieza a mediados de noviembre-febrero (si bien suelen ser bastante escasas). No se han registrado nevadas ni granizadas en la isla de Margarita. Por estar ubicada en el mar Caribe, cerca del ecuador terrestre, los rayos solares inciden perpendicularmente sobre la isla y por ello es recomendable usar siempre algún tipo de bloqueador solar al momento de visitar sus playas.

### Fauna
La isla de Margarita posee una gran variedad de animales; una importante cantidad de los animales de la isla de Margarita se encuentra en un peligro de extinción.[cita requerida] Entre los animales más destacados de la isla de Margarita se encuentran:
| Animales de Margarita | Animales de Margarita       | Animales de Margarita                                         | Animales de Margarita | Animales de Margarita                                          |
| Clase                 | Especie                     | Descripción                                                   | Peso                  | Alimentación                                                   |
| --------------------- | --------------------------- | ------------------------------------------------------------- | --------------------- | -------------------------------------------------------------- |
| Mamíferos             | Odocoileus margaritae       | Venado endémico de Margarita                                  | 30 kg                 | Hojas, frutas y materiales vegetales.                          |
| Mamíferos             | Leopardus pardalis          | Cunaguaro (Ocelote de Venezuela)                              | 11 kg                 | Jóvenes reptiles, aves, huevos de tortuga, monos, entre otros. |
| Mamíferos             | Cebus apella margaritae     | Mono machín o capuchino                                       | Entre 1,5 y 4 kg      | Frugívoros, herbívoros e insectívoros.                         |
| Mamíferos             | Sciurus granatensis nesaeus | Ardilla endémica de Margarita                                 | Variable              | Diverso, incluyendo frutos y semillas.                         |
| Mamíferos             | Dasypus novemcinctus        | Cachicamo                                                     | Variable              | Omnívoro, con preferencia por insectos.                        |
| Mamíferos             | Sylvilagus floridanus       | Conejo margariteño                                            | Variable              | Herbívoro.                                                     |
| Mamíferos             | Otras especies              | Mapurite, Comadrejita                                         | Variable              | Variable.                                                      |
| Aves                  | Mimus gilvus                | Paraulata llanera o sinsonte tropical                         | Variable              | Omnívoro.                                                      |
| Aves                  | Quiscalus lugubris          | Zanate caribeño o tordo negro o llanero                       | Variable              | Omnívoro.                                                      |
| Aves                  | Columbina squammata         | Solita escamosa o "potoco"                                    | Variable              | Granívoro.                                                     |
| Aves                  | Turdus nudigenis            | Paraulata ojos de candil                                      | Variable              | Omnívoro.                                                      |
| Aves                  | Thraupis glaucocolpa        | Azulejo                                                       | Variable              | Frugívoro.                                                     |
| Aves                  | Melanerpes rubricapillus    | Carpintero habado                                             | Variable              | Insectívoro y frugívoro.                                       |
| Aves                  | Leucippus fallax            | Tucusito o colibrí anteado                                    | Liviano               | Néctar y algunos insectos.                                     |
| Aves                  | Chlorostilbon mellisugus    | Colibrí esmeralda coliazul                                    | Liviano               | Néctar.                                                        |
| Aves                  | Coereba flaveola            | Reinita o platanero                                           | Liviano               | Néctar, frutas y algunos insectos.                             |
| Aves                  | Thamnophilus doliatus       | Batará barrado                                                | Variable              | Insectívoro.                                                   |
| Aves                  | Ortalis ruficauda ruficauda | Guacharaca de Tobago y Margarita                              | Variable              | Frugívoro.                                                     |
| Aves                  | Icterus icterus             | Turpial                                                       | Variable              | Omnívoro.                                                      |
| Aves                  | Cardinalis phoeniceus       | Guayamate o Cargenalito                                       | Variable              | Granívoro y frugívoro.                                         |
| Reptiles              | Iguana iguana               | Iguana                                                        | Variable              | Herbívoro.                                                     |
| Reptiles              | Otras especies              | Tragavenado o Macaurel, Cascabel, Coral, Guaripete, Lagartija | Variable              | Carnívoro o insectívoro, según especie.                        |

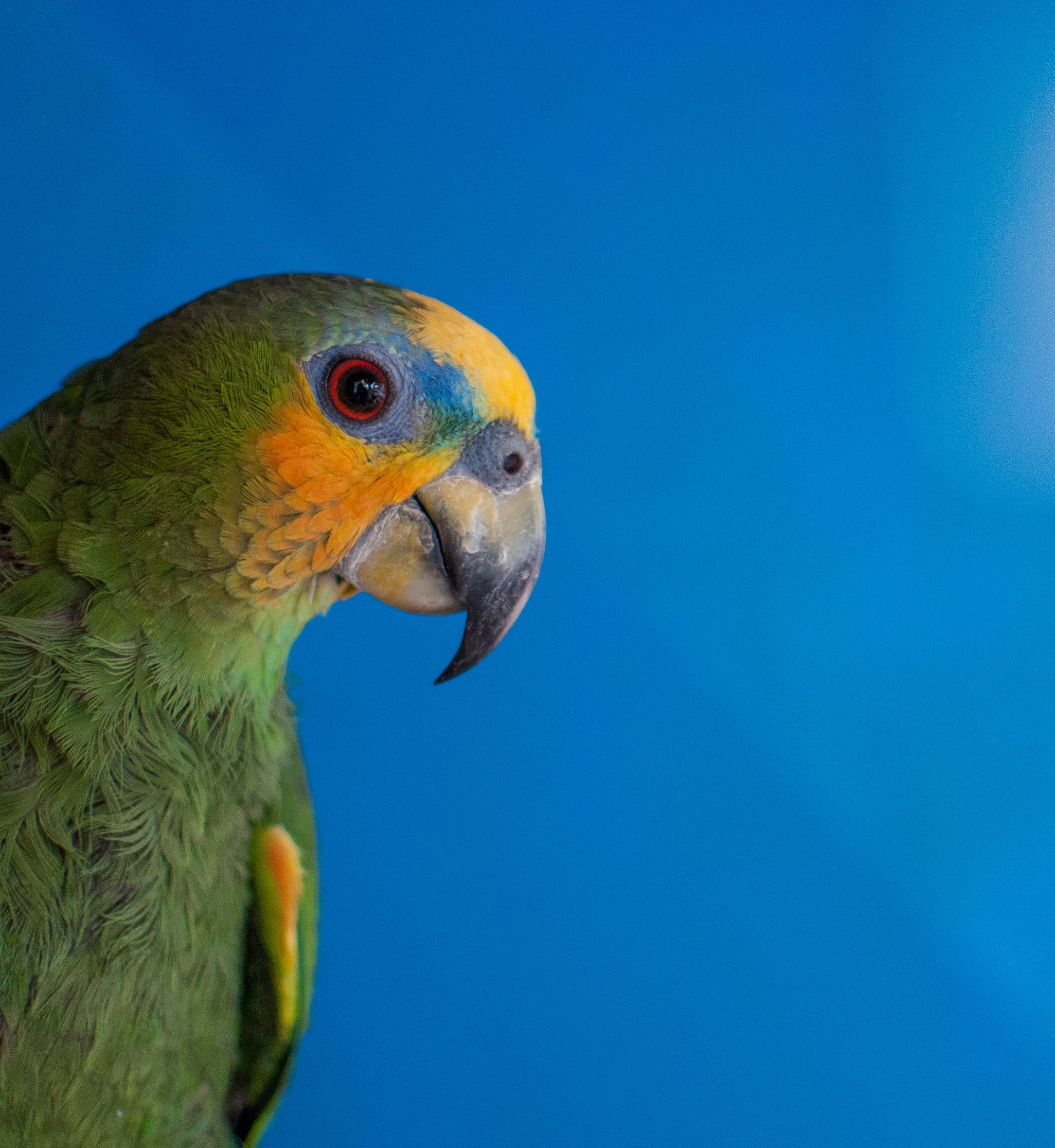
Amazona amazonica de la Isla de Margarita.

- El Odocoileus margaritae es una especie de venado endémica de la isla, este particular venado sólo se encuentra localizado en la isla de Margarita, ya que en la isla de Coche ya no se hallan ejemplares, aunque se cree que los hubo. Este venado se encuentra ahora en peligro crítico de extinción.[cita requerida] Este venado se estima que como peso máximo tienen unos 30 kg, se alimenta de hojas, frutas y materiales vegetales. Además es la especie más pequeña de los Odocoileus. Se hallan principalmente en la península de Macanao y en el Parque Cerro el Copey donde pocas veces se ven estos particulares venados con cola blanca.
- El Leopardus pardalis es un mamífero carnívoro que se distribuye en América, el cual posee 10 subespecies entre las cuales se encuentra el ocelote de Venezuela (Leopardus pardalis melanurus) el cual también se distribuye en Guyana, Trinidad, Barbados y Granada. Este felino es de la familia de los Felidae. Los estudios no han confirmado si este mamífero está en peligro en la isla, ya que es de preocupación menor por la IUCN en términos generales en el mundo. Este félido en Margarita y Venezuela se conoce como cunaguaro. Su peso general es de 11 kg convirtiéndose así en un felino de tamaño mediano; se alimenta de jóvenes reptiles, aves, huevos de tortuga, monos, entre otros.
- Cebus apella margaritae es también llamado en Margarita, mono machín, mono capuchino o mono común. Esta es otra de las especies de animales de Margarita que se halla en peligro de extinción. Es una especie endémica de la isla, pesa alrededor de 1,5 y 4 kg, son de un tamaño pequeño y se caracteriza por siempre tener un rostro tierno. Se localizan en manadas, y su peligro se debe a la pérdida del hábitat y la caza. En su alimentación son frugívoros, herbívoros e insectívoros.
- El Sciurus granatensis nesaeus es una subespecie de ardilla endémica de la isla, ya que existen más de 30 subespecies de este tipo de ardilla.
- El Dasypus novemcinctus (Cachicamo) es un mamífero emparentado con los osos hormigueros y los perezosos. Este se encuentra desde los Estados Unidos hasta Argentina. Posee unos cinco subespecies entre las cuales esta la de Venezuela y/o Margarita.

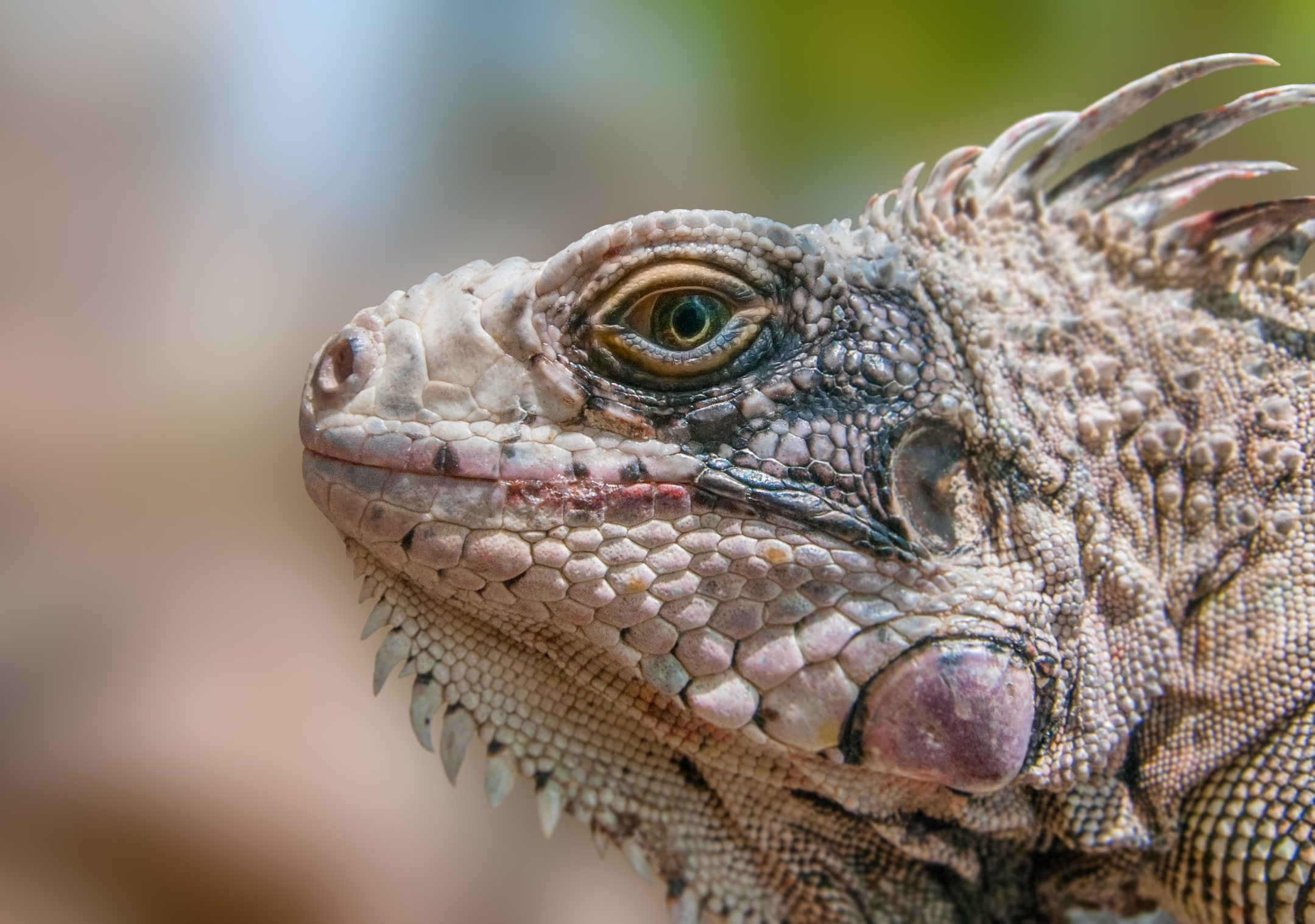
Iguana iguana de la Isla de Margarita.

Otras especies de animales encontrados en Margarita son: el Mapurite, la Comadrejita y el Conejo margariteño (Sylvilagus floridanus).
Y varias especies de reptiles, tales como: Iguana la cual antes se hallaba más en Margarita, pero su caza para el consumo de sus huevos y carne la han hecho una especie en peligro en Margarita; Tragavenado o Macaurel, Cascabel, Coral, Guaripete, Lagartija.
Y muchas especies de aves que se hallan y se ven en muchos lugares de la isla, como lo son la paraulata llanera o sinsonte tropical (Mimus gilvus), zanate caribeño o tordo negro o llanero (Quiscalus lugubris)solita escamosa o "potoco" (Columbina squammata), paraulata ojos de candil (Turdus nudigenis), azulejo (Thraupis glaucocolpa), carpintero habado (Melanerpes rubricapillus), tucusito o colibrí anteado (Leucippus fallax), colibrí esmeralda coliazul (Chlorostilbon mellisugus), reinita o platanero (Coereba flaveola), batará barrado (Thamnophilus doliatus), guacharaca que habita en Tobago y Margarita (Ortalis ruficauda ruficauda), turpial (Icterus icterus), Guayamate o Cargenalito (Cardinalis phoeniceus), perdiz, paloma, palomino, tórtola y última. pero más importante, la cotorra margariteña (Amazona barbadensis rothschildi) como símbolo natural de la isla y especie en peligro de extinción en la isla.
También es posible hallar especies como la escolopendra o ciempiés gigante (Scolopendra cingulata).

### Suelos

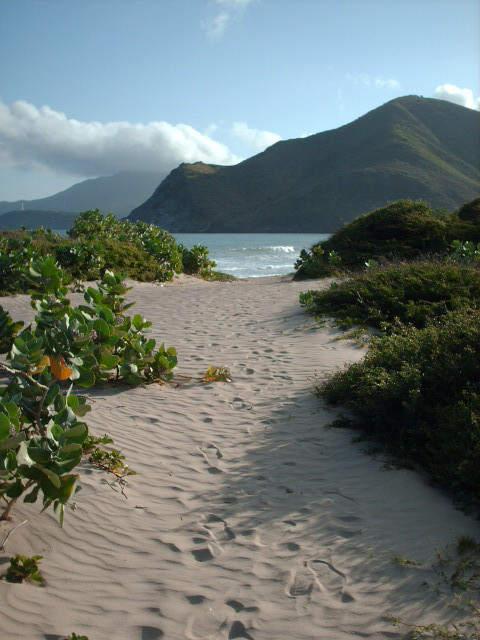
Bahía de plata.

La Isla de Margarita, localizada en el Caribe al noreste de Venezuela, presenta una diversidad de suelos que reflejan una historia geológica y ambiental compleja. Estos suelos se han formado debido a una combinación de procesos de adición, pérdida o transposición de materiales. Estos procesos son especialmente activos en zonas de aridez y donde la vegetación es escasa. A primera vista, estos suelos pueden parecer delgados y poco desarrollados, pero han sido modelados por una variedad de factores naturales y humanos. La erosión, acelerada por actividades como el sobrepastoreo y la deforestación —llevada a cabo para habilitar tierras para la agricultura—, es uno de los principales problemas que enfrentan estos suelos. A esto se suman las oscilaciones históricas del nivel del mar, que han influenciado la conformación de los suelos costeros.
Sin embargo, en los valles de Margarita, la historia es diferente. Estas áreas albergan suelos ricos y bien desarrollados, a menudo dotados de una capa orgánica sustancial. Están protegidos de la erosión, en gran medida gracias a una densa cobertura vegetal. Aunque estas tierras son ideales para la agricultura, representan solo una pequeña proporción del total de la isla. En las áreas de piedemonte, se observan suelos formados a partir de conos de deyección y materiales coluviales, que son característicos de zonas donde el relieve es pronunciado. Estos suelos, con su alta proporción de piedras, contrastan con las llanuras más fértiles, ofreciendo un testimonio del rico tapiz geológico de la isla.

### Vegetación

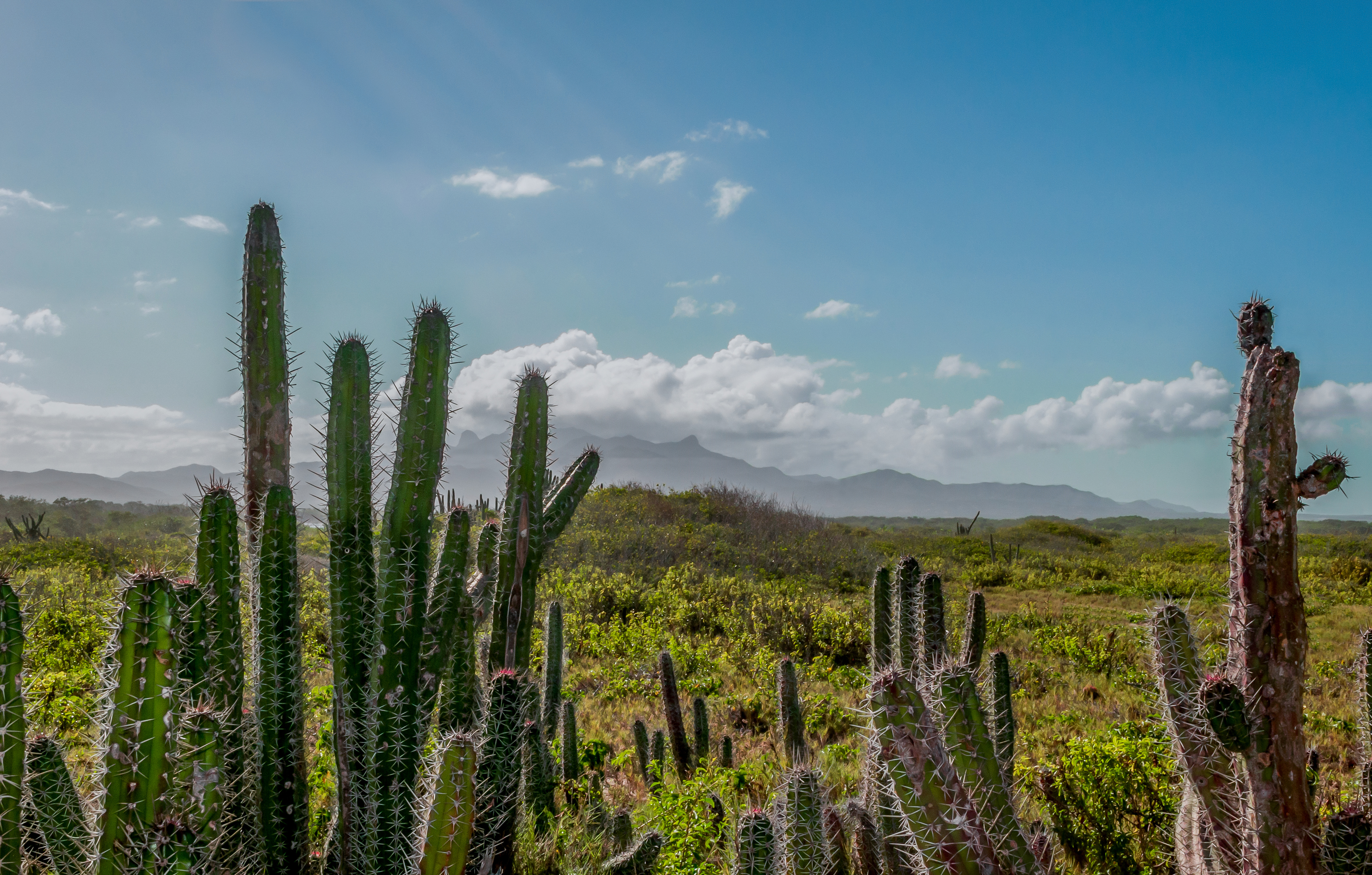
Stenocereus heptagonus de la península de Macanao

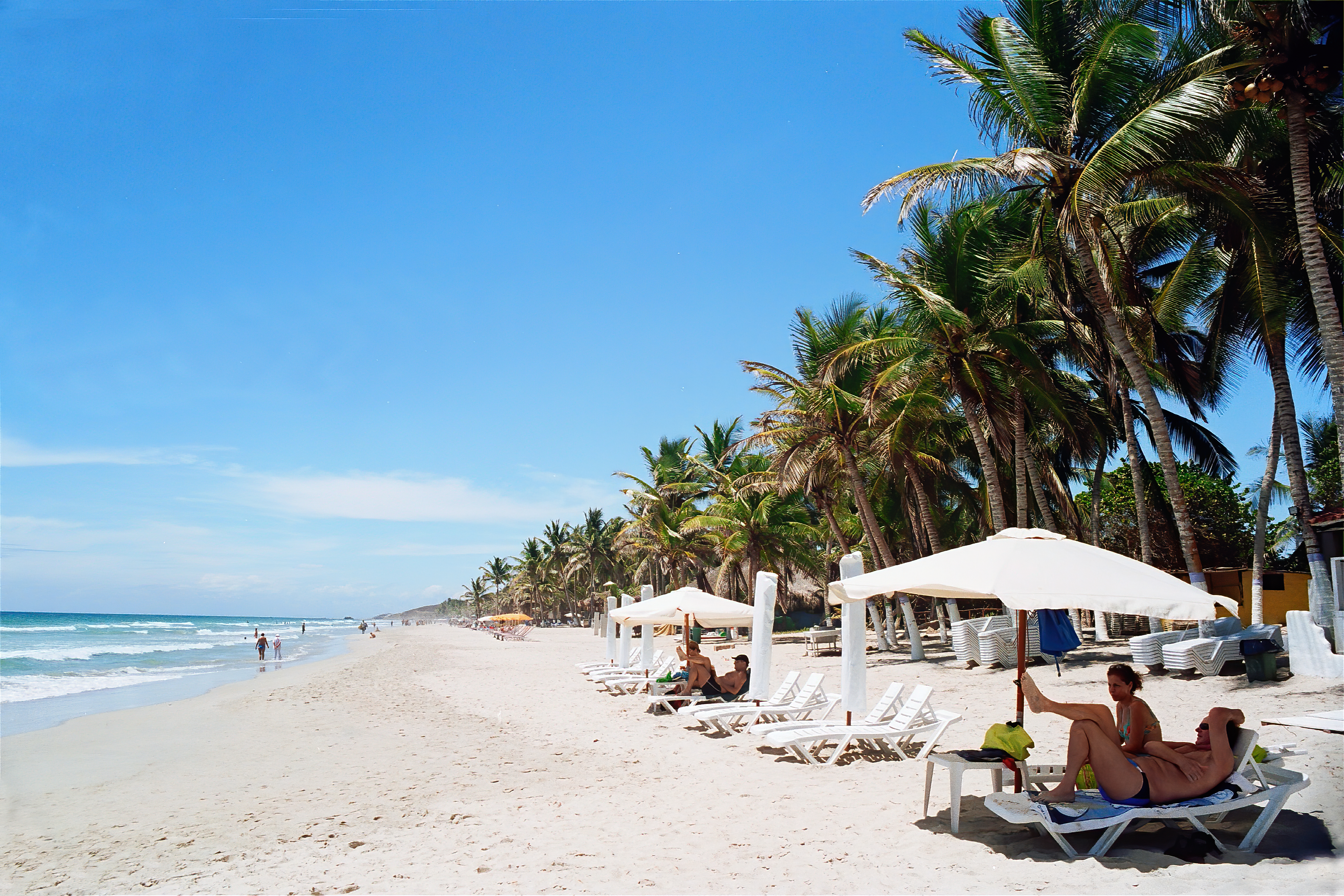
Playa el Agua, Isla de Margarita.

En la isla de Margarita, los efectos climáticos y/o edáficos han producido una mezcla de zonas de vida, con variados ecosistemas que comprenden desde la maleza desértica tropical, en las zonas bajas y secas, hasta el monte espinoso y el bosque seco tropical en zonas de mayor altura. En el cerro Copey se encuentra el bosque húmedo premontano y en las zonas pantanosas y salinas abundan los manglares. Las especies más representativas son olivos, dividive y pardillo, alrededor de los cerros Copey, Matasiete y Guaraguao.
El bosque muy seco se encuentra en áreas de vegetación muy intervenida. Las principales especies son: cují, guatacare, guamache, cardón, dividive y olivo. Los espinares y las malezas desérticas, formaciones dominantes del estado, ocupan las llanuras costeras. Sus principales especies son abrojo, cují (yaque), orégano, tuna, cardón, dividive (guatapanare), guamache, ortiga (guaritoto) y otras. Las concentraciones de manglares se localizan en La Restinga, Las Marites y otras zonas de agua costaneras. Las especies más importantes son el mangle colorado, botoncillo y el mangle negro.
En la isla también abunda el manzanillo (Hippomane mancinella), un árbol extremadamente tóxico y peligroso.
En la isla también nace un tipo de tomate llamado Tomate Margariteño.

### Playas
| Nombre                                       | Ubicación                                    | Tipo                                         | Descripción |
| Playas de arenas blancas y aguas cristalinas | Playas de arenas blancas y aguas cristalinas | Playas de arenas blancas y aguas cristalinas | Playas de arenas blancas y aguas cristalinas                                                                          |
| -------------------------------------------- | -------------------------------------------- | -------------------------------------------- | --- |
| Punta Arenas                                 | Suroeste                                     | Arenas blancas                               | Amplia y tranquila.                                                                                                   |
| Puerto Viejo                                 | Norte                                        | Arenas blancas                               | Familiar y tranquila, ideal para el descanso.                                                                         |
| Juan Griego                                  | Noroeste                                     | Arenas blancas                               | Famosa por sus atardeceres.                                                                                           |
| Punta de Mangle (Paraíso)                    | Suroeste                                     | Arenas blancas                               | Tranquila, alejada de la zona urbana.                                                                                 |
| Caribe                                       | Noroeste                                     | Arenas blancas                               | Ambiente tranquilo, rodeada de palmeras.                                                                              |
| El Yaque                                     | Sur                                          | Oleaje muy bajo                              | Internacionalmente conocida para windsurf y kitesurf por sus fuertes vientos.                                         |
| Playas de oleaje moderado/intenso            |                                              |                                              | |
| La Carmela                                   | Norte                                        | Oleaje fuerte                                | Ideal para el surf debido a sus fuertes olas.                                                                         |
| La Restinga                                  | Centro                                       | Oleaje moderado                              | Conecta con el Parque Nacional La Restinga, manglares. Su arena está constituida de conchas de moluscos pulverizadas. |
| Guacuco                                      | Este                                         | Oleaje moderado                              | Ambiente familiar. |
| El Agua                                      | Noreste                                      | Oleaje moderado                              | La más popular de toda la isla.                                                                                       |
| Parguito                                     | Noreste                                      | Oleaje fuerte                                | Popular entre los surfistas.                                                                                          |
| El Tirano                                    | Noreste                                      | Oleaje fuerte                                | Opción popular entre surfistas. De aquí parten embarcaciones hacia los archipiélagos de Los Frailes y Los Testigos.   |
| Puerto Cruz                                  | Noroeste                                     | Oleaje fuerte                                | Rodeada de vegetación xerófita.                                                                                       |
| Playas de características únicas             |                                              |                                              | |
| La Galera                                    | Noroeste                                     | Aguas calmas                                 | Ideal para actividades acuáticas.                                                                                     |
| Manzanillo                                   | Noroeste                                     | Arena oscura                                 | Pintoresco puerto de pescadores.                                                                                      |
| El Humo                                      | Noreste                                      | Arena oscura                                 | Rodeada de acantilados, ambiente solitario. Es más profunda y de oleaje más fuerte que Playa el Agua.                 |
| Zaragoza (Pedro González)                    | Norte                                        | Oleaje moderado                              | Popular entre los lugareños.                                                                                          |
| La Guardia                                   | Oeste                                        | Arena gruesa y oscura y agua turbia          | Famosa por sus atardeceres. Un sector está cubierto de piedras marinas.                                               |

Hacia la parte norte las playas son de tipo oceánico mientras que al sur son de tipo caribeño. Las de la parte noreste suelen tener oleaje fuerte, en tanto que las de la parte sur suelen tener un oleaje más calmado.

## Demografía

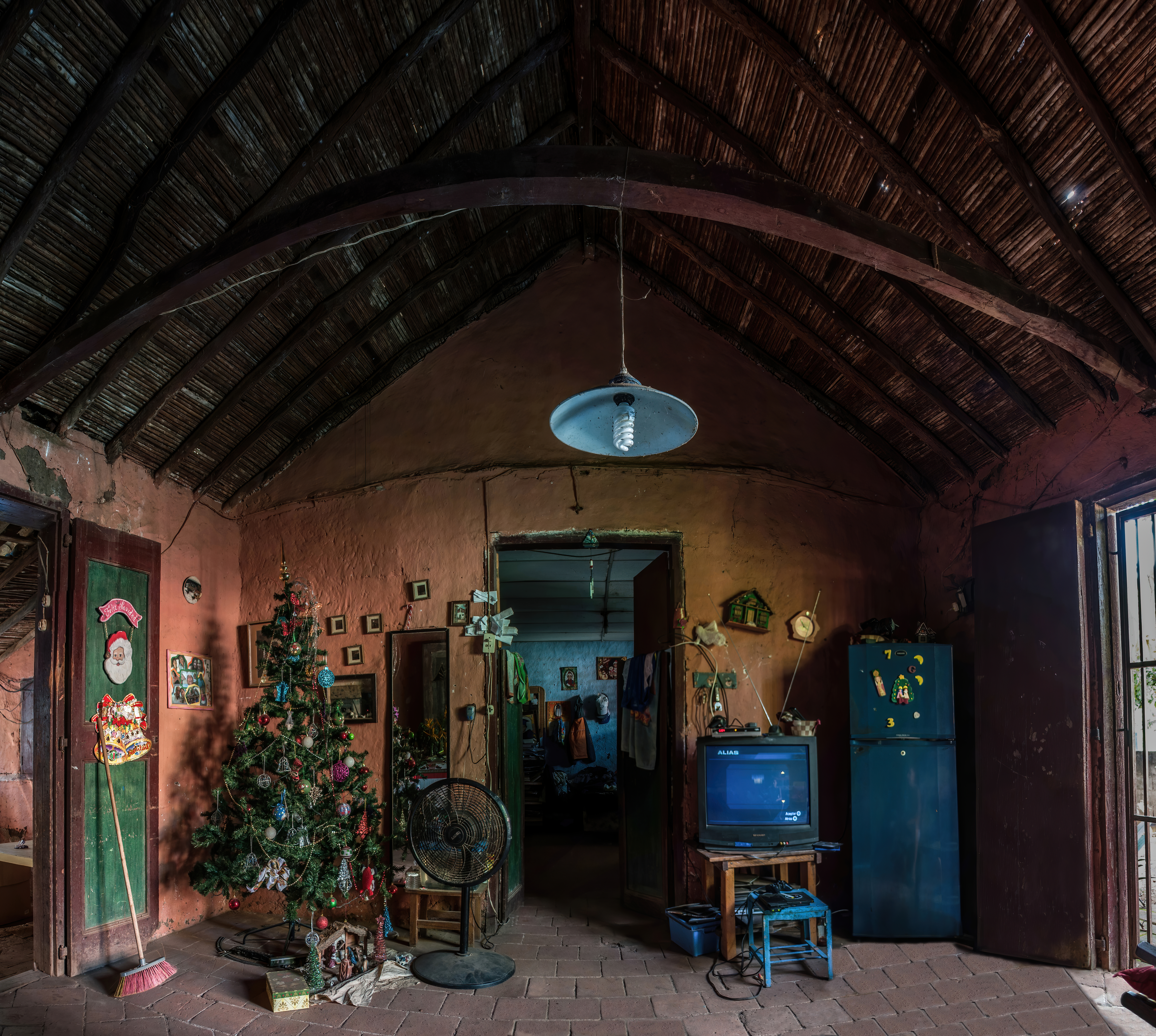
Una casa típica de San Juan Bautista

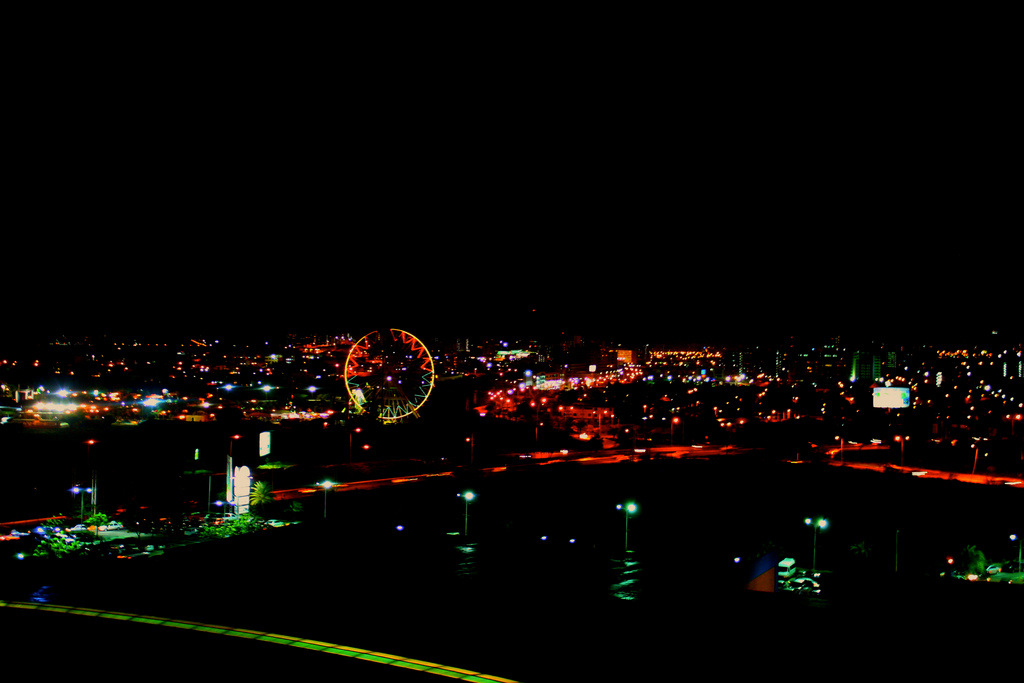
Vista de la isla de Margarita de noche

El gentilicio de los nativos es margariteños/as y neoespartanos/as. En la isla vive una gran cantidad de extranjeros, entre ellos: árabes (principalmente libaneses y sirios), europeos (españoles, italianos, alemanes, portugueses) chinos, y también de diferentes partes de Latinoamérica (argentinos, peruanos, uruguayos, colombianos, chilenos), además de otras nacionalidades que llegaron al territorio insular con mayor fuerza a principio de la década de los sesenta, viéndose en los años posteriores un gran incremento de mestizaje.
La Asunción es la capital política, pero la mayor ciudad es Porlamar, que tiene un poco menos del 25 % de la población neoespartana, y más de 1/4 de la población margariteña. La población de Margarita es de 491 610 habitantes, aunque esto tiende a fluctuar en los períodos vacacionales o de temporadas navideñas y festivas cuando, según datos de 2007 del noticiero regional Telecaribe, llegaron unos 200 000 visitantes, en su mayoría de la zona central y del occidente del país.

### Religión

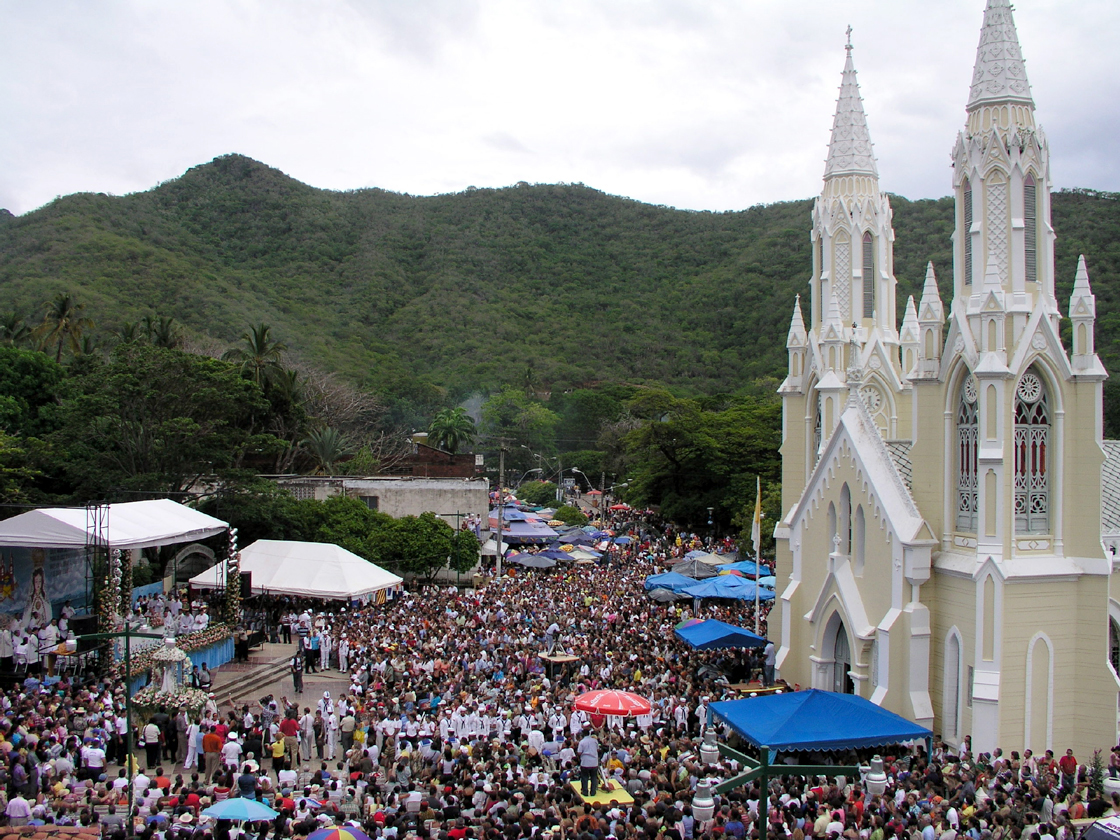
Basílica Menor de Nuestra Señora del Valle durante las festividades de la Virgen del Valle.

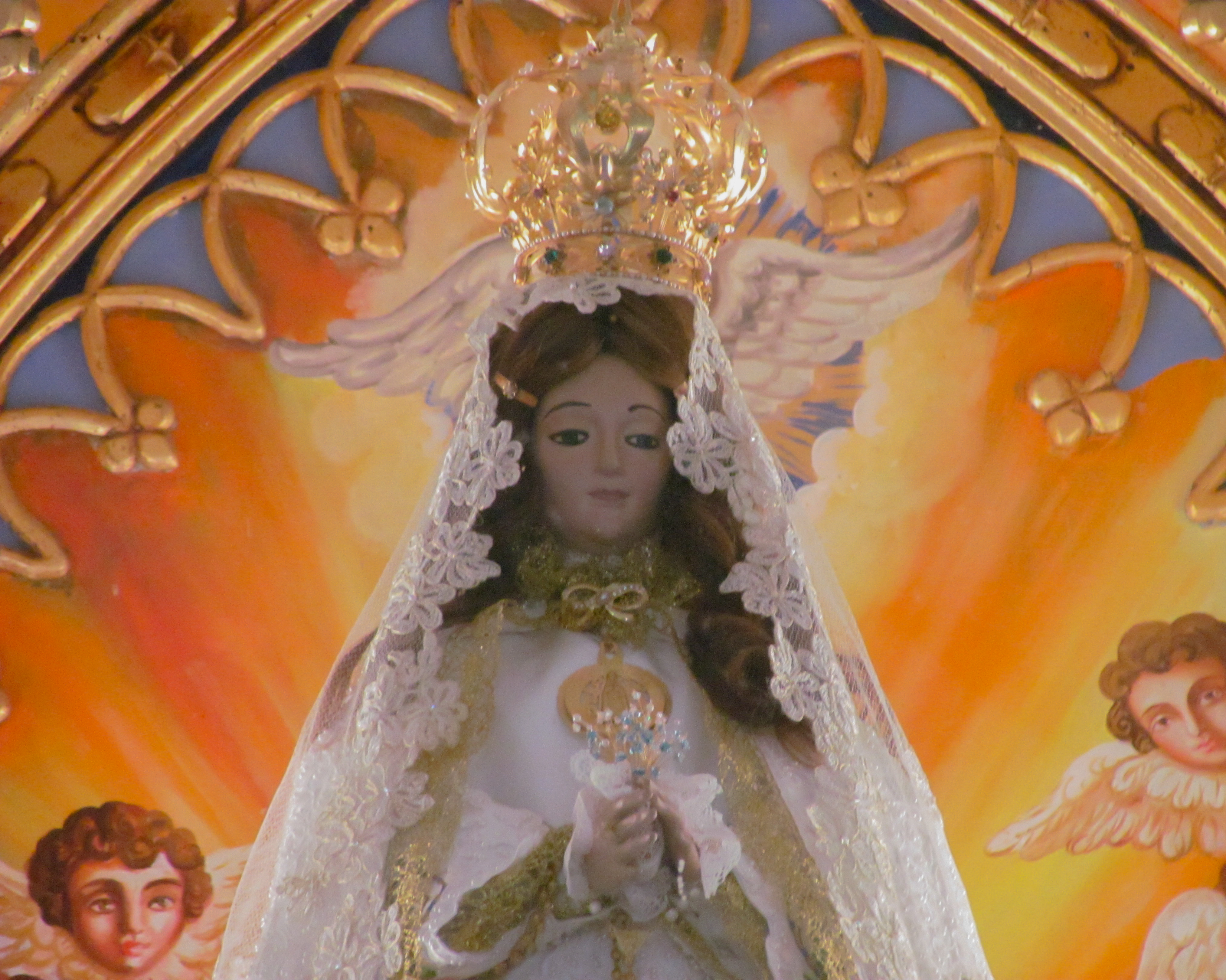
Foto cercana de la Virgen del Valle ubicada en la Basílica del Valle.

En el estado existe una población predominantemente católica y de otras ramas cristianas, evidenciado esto por las iglesias presentes en la entidad neoespartana, entre las más importantes se tienen: Basílica Menor de Nuestra Señora del Valle (en el Valle del Espíritu Santo), Catedral de La Asunción, Iglesia San Juan Evangelista (en Juangriego), Iglesia parroquial de San Juan (en San Juan Bautista), Iglesia de San Nicolás de Bari (Porlamar), la de San José de Paraguachi y demás iglesias de menor envergadura y capillas ubicadas en las poblaciones de Santa Ana, Punta de Piedras, Porlamar, Pampatar y prácticamente en todos los pueblos de la isla.
La patrona del oriente venezolano es la Virgen del Valle y en la población de El Valle del Espíritu Santo se encuentra la Basílica Menor de Nuestra Señora del Valle, a la cual se acercan los habitantes de las islas Margarita, Coche y Cubagua para honrarle en su día.
Además, es importante acotar la importante creciente actividad la comunidad cristiana protestante que hace vida hace más de 100 años en la Isla, de mano de los misioneros estadounidenses bautistas quienes fundaron la primera iglesia cristiana en toda la región, el nombre de este templo fue "Ebenezer" en la población del Tirano, conocida como capilla Ebenezer. Actualmente en funcionamiento en el municipio Antolin del Campo.
En la población de Juan Griego, podemos encontrar al clérigo fray Nicolás de Igualada. El cual comenzó a construir la iglesia San Juan Evangelista en el año 1846, bajo un estilo arquitectónico gótico. En la capital de Nueva Esparta, La Asunción se puede observar una de las edificaciones religiosas más importantes de la isla; La Catedral de Nuestra Señora de La Asunción, construida en el año 1571, podría considerarse una de las primeras construcciones religiosas de Latinoamérica. En la población de Los Robles, podemos encontrar la iglesia dedicada a la Virgen de La Pilarica; en este lugar se encuentra una imagen de oro macizo de dicha virgen, que según la leyenda, fue donada por la reina de España Juana "La Loca". Por otra parte, en Pampatar, podemos encontrar la iglesia del Cristo del Buen Viaje, que debe su nombre a la imagen religiosa por preferencia de los pescadores, se culminó de construir en el año 1748, bajo la supervisión del jefe militar Don Antonio de la Espada; como dato interesante, se puede observar en esta iglesia un fresco de Animas del pintor Pedro López, abuelo de Don Andrés Bello.
En la población de Santa Ana, se puede evidenciar la iglesia cuyo nombre es el del mismo pueblo. Su construcción fue iniciada en el año 1749, en el período de mandato del Gobernador José Longart y Cabián. Fue el escenario, en donde Simón Bolívar se le reconoció como Jefe Superior de la República en 1816, en el nacimiento de la Tercera República.
En Porlamar, capital comercial del estado, se puede observar la Iglesia de San Nicolás de Bari, la cual comenzó a construirse en el año 1853, continuando de forma interrumpida su construcción hasta el año 1955 en el momento en el que el monseñor Crisanto Mata Cova, obispo de la diócesis de Cumaná bendijo el crucero, la cúpula y el presbiterio. En esta iglesia se rinde culto al santo que lleva su propio nombre, es considerada la iglesia más imponente del estado, debido a su tamaño.
También en el poblado de Paraguachí, se encuentra la iglesia de Paraguachí, la cual se construyó a mediados del 1598, su construcción fue asesorada por Don Simón Bolívar, ascendente del Libertador. En su antigua torre, el Marqués de Mainteson dejó incrustados dos platos de porcelana. En esta iglesia se venera a San José.
Por otro lado, en la isla también existen variedad de religiones, entre ellas destacan la musulmana y la judía, en donde se aprecian mezquitas y sinagogas.

## División político-territorial
Las islas Margarita, Coche y Cubagua conforman 11 municipios y 23 parroquias:
| Isla de Margarita Isla de Cubagua Isla de Coche Península de Macanao Boca de Río MAR CARIBE Tubores Punta de Piedras Villalba San Pedro Díaz San Juan García El Valle Mariño Porlamar Maneiro Pampatar Arismendi LA ASUNCIÓN Marcano Juan Griego Santa Ana Gómez Santa Ana Gómez Paraguachí Antolín | \| Municipio \| Capital \| Superficie (km²) \| Población (hab) \| \| ----------------- \| ---------------------- \| ---------------- \| --------------- \| \| Antolín del Campo \| La Plaza de Paraguachí \| 72 \| 31 294 \| \| Arismendi \| La Asunción \| 52 \| 33 309 \| \| Antonio Díaz \| San Juan \| 166 \| 81 466 \| \| García \| El Valle \| 85 \| 75 490 \| \| Gómez \| Santa Ana \| 96 \| 45 409 \| \| Maneiro \| Pampatar \| 35 \| 70 742 \| \| Marcano \| Juan Griego \| 40 \| 42 469 \| \| Mariño \| Porlamar \| 39 \| 140 504 \| \| Macanao \| Boca de Río \| 331 \| 26 423 \| \| Tubores \| Punta de Piedras \| 180 \| 39,750 \| \| Villalba \| Coche \| 55 \| 9,986 \| \| Nueva Esparta \| La Asunción \| 1150 \| 596 842 \| |                  |                 |
| Municipio | Capital | Superficie (km²) | Población (hab) |
| Antolín del Campo | La Plaza de Paraguachí | 72               | 31 294          |
| Arismendi | La Asunción | 52               | 33 309          |
| Antonio Díaz | San Juan | 166              | 81 466          |
| García | El Valle | 85               | 75 490          |
| Gómez | Santa Ana | 96               | 45 409          |
| Maneiro | Pampatar | 35               | 70 742          |
| Marcano | Juan Griego | 40               | 42 469          |
| Mariño | Porlamar | 39               | 140 504         |
| Macanao | Boca de Río | 331              | 26 423          |
| Tubores | Punta de Piedras | 180              | 39,750          |
| Villalba | Coche | 55               | 9,986           |
| Nueva Esparta | La Asunción | 1150             | 596 842         |

Estado Nueva Esparta. Densidad poblacional, según municipios, base censo de población 2001

## Economía

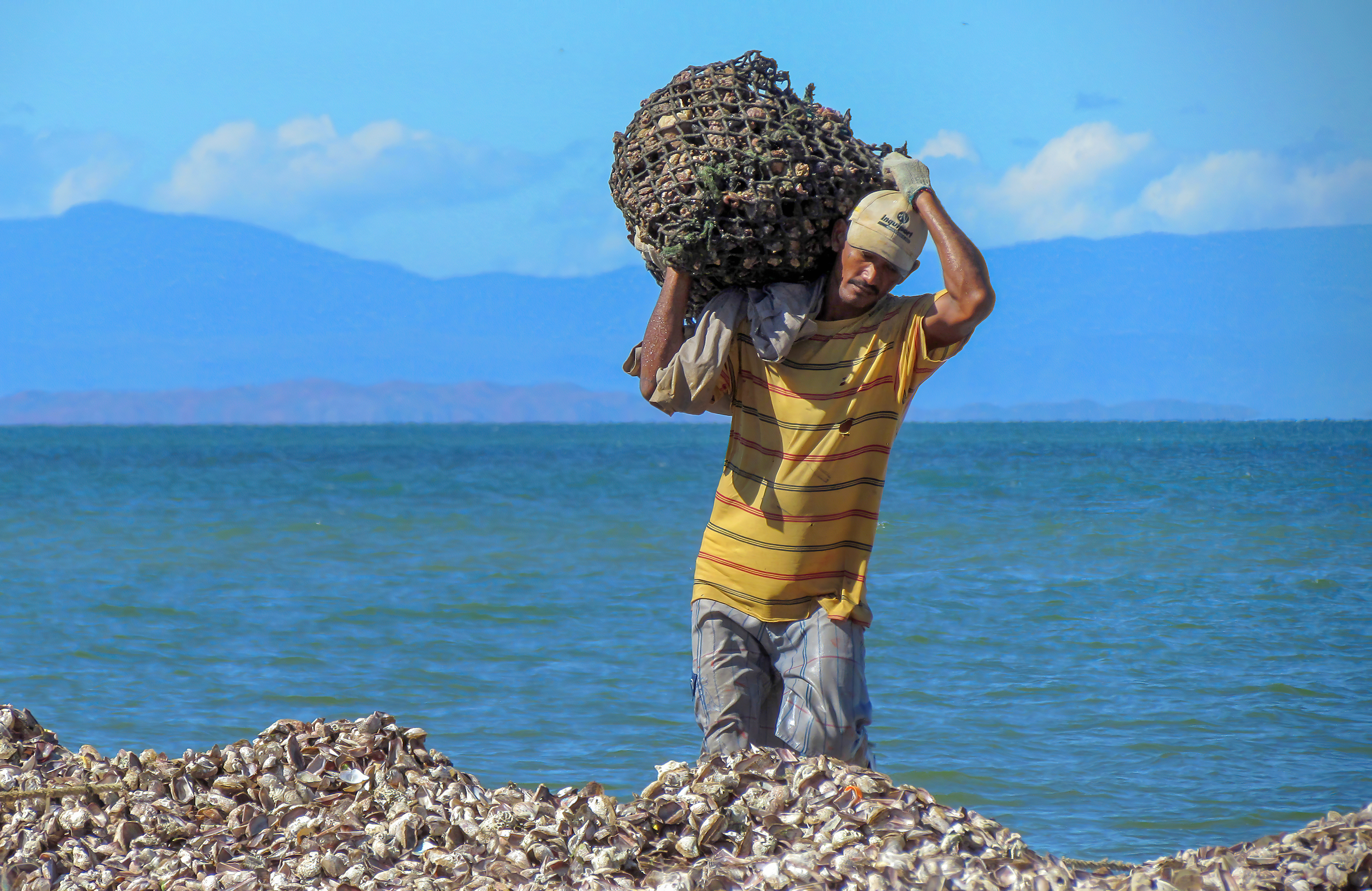
Pescador de Pata e Cabra (Arca zebra) en Punta de Piedras.

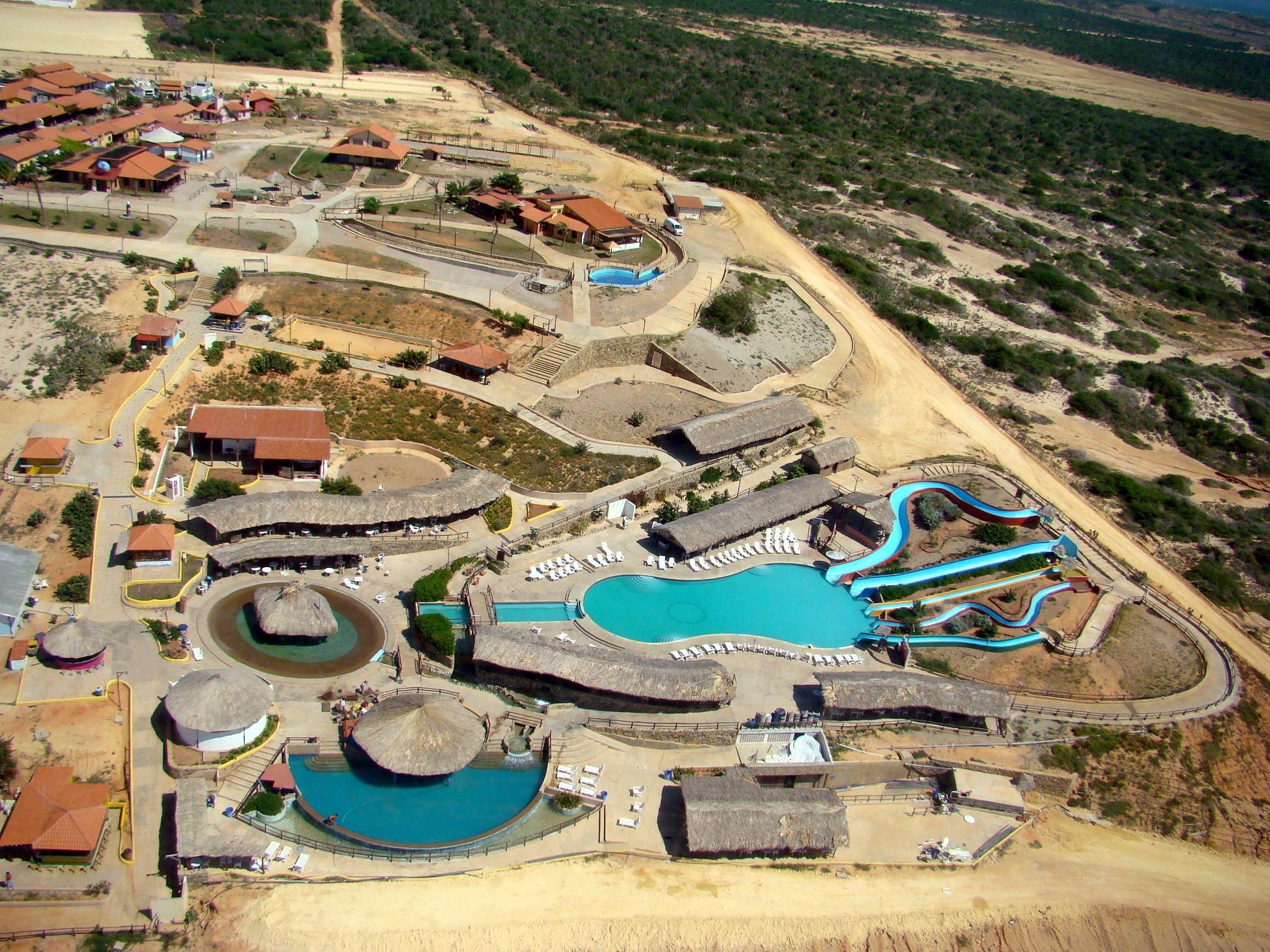
Parque de atracciones El Reino Musipán

Predomina la agricultura y la cría se habían reactivado y aportan berenjena, maíz, melón, ají, pimentón y tomate, además de caprinos, porcinos y aves. La producción pesquera en cuanto a (peces); aguja, anchoa, atún, pargo, corocoro, lamparosa, carite, torito, lisa, bagre, cazón, vaquita, jurel, picua y sardina (mariscos); camarón y langosta (crustáceos); almeja, calamar, chipichipi, guacuco, tripa de perla y ostras (moluscos). También se observa la agricultura como actividad económica complementaria, en donde destacan el cultivo de Berenjena, maíz, melón, pimentón y tomate. Así como también, la cría avícola, ganado caprino y porcino. En la década del 2020, se ha tratado de impulsar el cultivo de algas marinas.
En los últimos años, se ha evidenciado una disminución en la población en Margarita debido a la Diáspora Bolivariana. Margarita, se ha convertido en un lugar de descanso y de escape para los habitantes de las grandes ciudades de Venezuela como lo son: Caracas, Maracaibo, Barquisimeto y Valencia.
El turismo era la fuente principal de ingresos; hay muchos hoteles y lugares para descanso de sus visitantes. De igual forma la piscicultura, aunque en menor escala juega un papel importante en el desarrollo del estado.

### Turismo
La Isla de Margarita constituyó el atractivo turístico importante de Venezuela con más de 2 711 000 turistas en el año 2009. Pero de acuerdo con el presidente de la Federación de Profesionales de Turismo de Venezuela, Francisco Briceño, en 2016 solamente llegaron 480 mil visitantes. La isla posee playas con condiciones para el surf, submarinismo, windsurf, kitesurf y otros deportes acuáticos, así como pueblos coloniales históricos.
En la isla se encuentran varias fortificaciones españolas antiguas (castillos, fortines y fortalezas), que se consideran patrimonio nacional.
En la Isla se ubicaban complejos turísticos como el resort Laguna Mar y parques temáticos como El Reino de Musipán y Parque El Agua (el primer parque acuático de toda Venezuela). No obstante, debido a la crisis reinante en el país, estos lugares fueron cerrados y cayeron en el abandono, por lo cual actualmente sólo quedan las ruinas de lo que fueron.

## Cultura

### Gastronomía
Unos de los platos más representativos de la isla, lo constituye el pabellón margariteño, el cual la carne mechada del pabellón criollo se sustituye por cazón desmechado y guisado. También se consumen pescados fritos o asados, entre los cuales resalta el corocoro, el pargo, el carite, la catalana, entre otros y son acompañados de arepas o casabe. También se prepara un pastel llamado torta de cazón, el cual se elabora con el mencionado pescado guisado, huevos y tajadas de plátano frito. No menos importante es el sancocho marariteño de pescado, elaborado con raíces tuberosas como ocumo blanco, ocumo chino y yuca y rutos como el topocho verde y la auyama así como cabezas o colas de pescados como el bagre, róbalo. corocoro, lamparosa, lisa, jurel etc. 
Otros platos típicos obtenidos del mar pueden incluir moluscos y crustáceos tales como; mejillones, almejas, erizos de mar, cangrejo, langostinos, camarones y otros, los cuales se preparan de diversas formas. La más conocida es un asopado llamado fosforera o bien en un guiso llamado cruzado de mariscos y arroz a la marinera.
En la década de 2020, se ha impulsado el licor de ají margariteño.

## Deporte
Margarita cuenta con equipos deportivos de béisbol, baloncesto y fútbol, en las principales ligas profesionales de Venezuela:
- Bravos de Margarita[40]
- Guaiqueríes de Margarita[41]
- Margarita FC[42]

Por otra parte, el deporte nacional de Bolas Criollas, es muy popular entre los habitantes. También son bastante comunes la diversidad de pasatiempos en el área sociocultural de la isla, como por el ejemplo el juego de naipes llamado «Truco», el Dominó y las apuestas en peleas de gallos.

## Monumentos naturales

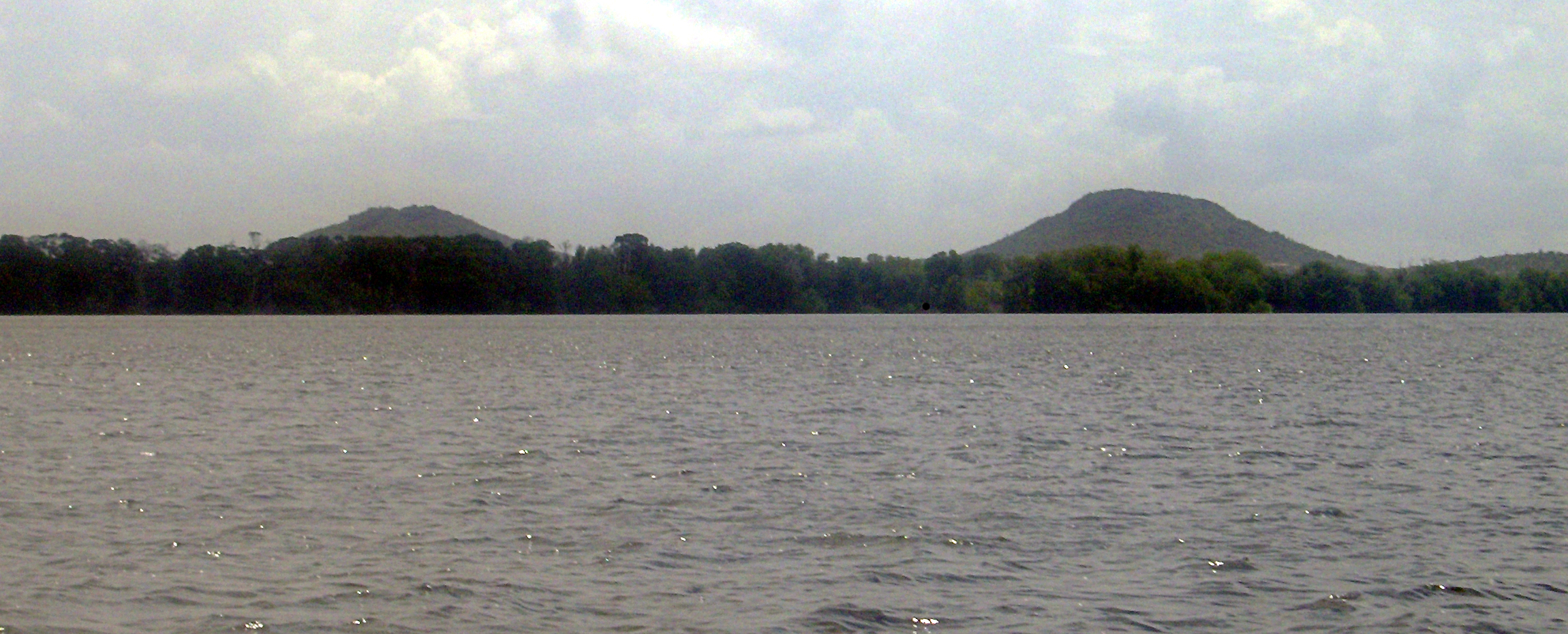
Las Tetas de María Guevara

- Monumento natural Las Tetas de María Guevara
- Parque nacional Cerro El Copey - Jóvito Villalba
- Parque nacional Laguna de La Restinga